# Llista d'asteroides/191401-191500
| Nom      | Designació provisional | Data de descobriment   | Lloc de descobriment | Descobridor/s  |
| -------- | ---------------------- | ---------------------- | -------------------- | -------------- |
| 191401 - | 2003 SZ73              | 18 de setembre de 2003 | Kitt Peak            | Spacewatch     |
| 191402 - | 2003 SM76              | 18 de setembre de 2003 | Kitt Peak            | Spacewatch     |
| 191403 - | 2003 SB78              | 19 de setembre de 2003 | Kitt Peak            | Spacewatch     |
| 191404 - | 2003 SZ79              | 19 de setembre de 2003 | Kitt Peak            | Spacewatch     |
| 191405 - | 2003 SZ81              | 17 de setembre de 2003 | Kitt Peak            | Spacewatch     |
| 191406 - | 2003 SD82              | 17 de setembre de 2003 | Kitt Peak            | Spacewatch     |
| 191407 - | 2003 SJ86              | 16 de setembre de 2003 | Palomar              | NEAT           |
| 191408 - | 2003 SP86              | 16 de setembre de 2003 | Palomar              | NEAT           |
| 191409 - | 2003 SJ88              | 18 de setembre de 2003 | Campo Imperatore     | CINEOS         |
| 191410 - | 2003 SS92              | 18 de setembre de 2003 | Kitt Peak            | Spacewatch     |
| 191411 - | 2003 SW93              | 18 de setembre de 2003 | Kitt Peak            | Spacewatch     |
| 191412 - | 2003 SX103             | 20 de setembre de 2003 | Socorro              | LINEAR         |
| 191413 - | 2003 SQ104             | 20 de setembre de 2003 | Socorro              | LINEAR         |
| 191414 - | 2003 SW109             | 20 de setembre de 2003 | Kitt Peak            | Spacewatch     |
| 191415 - | 2003 SA110             | 20 de setembre de 2003 | Palomar              | NEAT           |
| 191416 - | 2003 SZ119             | 17 de setembre de 2003 | Kitt Peak            | Spacewatch     |
| 191417 - | 2003 SU137             | 21 de setembre de 2003 | Campo Imperatore     | CINEOS         |
| 191418 - | 2003 SW138             | 20 de setembre de 2003 | Palomar              | NEAT           |
| 191419 - | 2003 SZ138             | 21 de setembre de 2003 | Socorro              | LINEAR         |
| 191420 - | 2003 SN139             | 18 de setembre de 2003 | Socorro              | LINEAR         |
| 191421 - | 2003 SM146             | 20 de setembre de 2003 | Palomar              | NEAT           |
| 191422 - | 2003 SW146             | 20 de setembre de 2003 | Palomar              | NEAT           |
| 191423 - | 2003 SX146             | 20 de setembre de 2003 | Palomar              | NEAT           |
| 191424 - | 2003 SA147             | 20 de setembre de 2003 | Palomar              | NEAT           |
| 191425 - | 2003 SO148             | 16 de setembre de 2003 | Kitt Peak            | Spacewatch     |
| 191426 - | 2003 SR149             | 17 de setembre de 2003 | Socorro              | LINEAR         |
| 191427 - | 2003 SC154             | 19 de setembre de 2003 | Anderson Mesa        | LONEOS         |
| 191428 - | 2003 SC155             | 19 de setembre de 2003 | Anderson Mesa        | LONEOS         |
| 191429 - | 2003 SL157             | 19 de setembre de 2003 | Anderson Mesa        | LONEOS         |
| 191430 - | 2003 SH159             | 21 de setembre de 2003 | Socorro              | LINEAR         |
| 191431 - | 2003 SZ159             | 20 de setembre de 2003 | Palomar              | NEAT           |
| 191432 - | 2003 SJ163             | 19 de setembre de 2003 | Kitt Peak            | Spacewatch     |
| 191433 - | 2003 SW168             | 23 de setembre de 2003 | Haleakala            | NEAT           |
| 191434 - | 2003 SZ172             | 18 de setembre de 2003 | Socorro              | LINEAR         |
| 191435 - | 2003 SX175             | 18 de setembre de 2003 | Palomar              | NEAT           |
| 191436 - | 2003 SD177             | 18 de setembre de 2003 | Palomar              | NEAT           |
| 191437 - | 2003 SR177             | 18 de setembre de 2003 | Palomar              | NEAT           |
| 191438 - | 2003 SP178             | 19 de setembre de 2003 | Socorro              | LINEAR         |
| 191439 - | 2003 SE182             | 20 de setembre de 2003 | Socorro              | LINEAR         |
| 191440 - | 2003 SO182             | 20 de setembre de 2003 | Campo Imperatore     | CINEOS         |
| 191441 - | 2003 ST185             | 22 de setembre de 2003 | Anderson Mesa        | LONEOS         |
| 191442 - | 2003 SG189             | 22 de setembre de 2003 | Anderson Mesa        | LONEOS         |
| 191443 - | 2003 SG192             | 20 de setembre de 2003 | Campo Imperatore     | CINEOS         |
| 191444 - | 2003 SV193             | 20 de setembre de 2003 | Socorro              | LINEAR         |
| 191445 - | 2003 SG194             | 20 de setembre de 2003 | Anderson Mesa        | LONEOS         |
| 191446 - | 2003 SK199             | 21 de setembre de 2003 | Anderson Mesa        | LONEOS         |
| 191447 - | 2003 SV201             | 26 de setembre de 2003 | Desert Eagle         | W. K. Y. Yeung |
| 191448 - | 2003 SC203             | 22 de setembre de 2003 | Anderson Mesa        | LONEOS         |
| 191449 - | 2003 ST208             | 23 de setembre de 2003 | Palomar              | NEAT           |
| 191450 - | 2003 SU210             | 23 de setembre de 2003 | Palomar              | NEAT           |
| 191451 - | 2003 SD212             | 25 de setembre de 2003 | Palomar              | NEAT           |
| 191452 - | 2003 SL216             | 26 de setembre de 2003 | Socorro              | LINEAR         |
| 191453 - | 2003 SZ217             | 27 de setembre de 2003 | Desert Eagle         | W. K. Y. Yeung |
| 191454 - | 2003 SD221             | 28 de setembre de 2003 | Socorro              | LINEAR         |
| 191455 - | 2003 ST225             | 26 de setembre de 2003 | Socorro              | LINEAR         |
| 191456 - | 2003 SR226             | 26 de setembre de 2003 | Socorro              | LINEAR         |
| 191457 - | 2003 ST231             | 24 de setembre de 2003 | Palomar              | NEAT           |
| 191458 - | 2003 SS236             | 26 de setembre de 2003 | Socorro              | LINEAR         |
| 191459 - | 2003 SL254             | 27 de setembre de 2003 | Kitt Peak            | Spacewatch     |
| 191460 - | 2003 SE258             | 28 de setembre de 2003 | Kitt Peak            | Spacewatch     |
| 191461 - | 2003 SD266             | 29 de setembre de 2003 | Socorro              | LINEAR         |
| 191462 - | 2003 SF266             | 29 de setembre de 2003 | Socorro              | LINEAR         |
| 191463 - | 2003 SJ266             | 29 de setembre de 2003 | Socorro              | LINEAR         |
| 191464 - | 2003 SL269             | 26 de setembre de 2003 | Goodricke-Pigott     | R. A. Tucker   |
| 191465 - | 2003 SY269             | 24 de setembre de 2003 | Haleakala            | NEAT           |
| 191466 - | 2003 SB273             | 27 de setembre de 2003 | Socorro              | LINEAR         |
| 191467 - | 2003 SD280             | 18 de setembre de 2003 | Palomar              | NEAT           |
| 191468 - | 2003 SB282             | 19 de setembre de 2003 | Socorro              | LINEAR         |
| 191469 - | 2003 SL286             | 21 de setembre de 2003 | Palomar              | NEAT           |
| 191470 - | 2003 SM286             | 21 de setembre de 2003 | Palomar              | NEAT           |
| 191471 - | 2003 SE289             | 28 de setembre de 2003 | Socorro              | LINEAR         |
| 191472 - | 2003 ST291             | 30 de setembre de 2003 | Socorro              | LINEAR         |
| 191473 - | 2003 SL292             | 25 de setembre de 2003 | Palomar              | NEAT           |
| 191474 - | 2003 SO292             | 25 de setembre de 2003 | Palomar              | NEAT           |
| 191475 - | 2003 SU292             | 26 de setembre de 2003 | Socorro              | LINEAR         |
| 191476 - | 2003 SX296             | 16 de setembre de 2003 | Palomar              | NEAT           |
| 191477 - | 2003 SE297             | 18 de setembre de 2003 | Haleakala            | NEAT           |
| 191478 - | 2003 SP303             | 17 de setembre de 2003 | Palomar              | NEAT           |
| 191479 - | 2003 SR308             | 29 de setembre de 2003 | Anderson Mesa        | LONEOS         |
| 191480 - | 2003 SR310             | 28 de setembre de 2003 | Haleakala            | NEAT           |
| 191481 - | 2003 SH312             | 26 de setembre de 2003 | Goodricke-Pigott     | R. A. Tucker   |
| 191482 - | 2003 SJ312             | 27 de setembre de 2003 | Goodricke-Pigott     | R. A. Tucker   |
| 191483 - | 2003 SH319             | 21 de setembre de 2003 | Anderson Mesa        | LONEOS         |
| 191484 - | 2003 TA1               | 3 d'octubre de 2003    | Kingsnake            | J. V. McClusky |
| 191485 - | 2003 TO2               | 7 d'octubre de 2003    | Wrightwood           | J. W. Young    |
| 191486 - | 2003 TL7               | 1 d'octubre de 2003    | Anderson Mesa        | LONEOS         |
| 191487 - | 2003 TM7               | 1 d'octubre de 2003    | Anderson Mesa        | LONEOS         |
| 191488 - | 2003 TN15              | 15 d'octubre de 2003   | Anderson Mesa        | LONEOS         |
| 191489 - | 2003 TW16              | 14 d'octubre de 2003   | Anderson Mesa        | LONEOS         |
| 191490 - | 2003 TQ20              | 15 d'octubre de 2003   | Palomar              | NEAT           |
| 191491 - | 2003 TF21              | 15 d'octubre de 2003   | Anderson Mesa        | LONEOS         |
| 191492 - | 2003 TH57              | 5 d'octubre de 2003    | Socorro              | LINEAR         |
| 191493 - | 2003 TT57              | 14 d'octubre de 2003   | Palomar              | NEAT           |
| 191494 - | 2003 UE5               | 16 d'octubre de 2003   | Mülheim-Ruhr         | Mülheim-Ruhr   |
| 191495 - | 2003 UN11              | 20 d'octubre de 2003   | Socorro              | LINEAR         |
| 191496 - | 2003 UU21              | 21 d'octubre de 2003   | Kingsnake            | J. V. McClusky |
| 191497 - | 2003 UL27              | 23 d'octubre de 2003   | Goodricke-Pigott     | R. A. Tucker   |
| 191498 - | 2003 UB37              | 16 d'octubre de 2003   | Palomar              | NEAT           |
| 191499 - | 2003 UA41              | 16 d'octubre de 2003   | Anderson Mesa        | LONEOS         |
| 191500 - | 2003 UR47              | 24 d'octubre de 2003   | Haleakala            | NEAT           |